# Ferranti Blue Fox
El Ferranti Blue Fox fue un radar aéreo británico de múltiples funciones diseñado y construido para la Royal Navy por Ferranti Defense Systems a fines de los años 70. Tenía un registro mixto en servicio, y fue reemplazado por el Blue Vixen más capaz .

## Diseño y desarrollo
Blue Fox se desarrolló según un requisito de la Royal Navy para que un radar equipara al nuevo caza embarcado de despegue vertical British Aerospace Sea Harrier FRS.1. Su función principal sería detectar grandes objetivos como aviones de reconocimiento marítimo o bombarderos antiaéreos que vuelan sobre el mar. Un papel secundario fue la búsqueda aire-superficie y el ataque contra el transporte marítimo. El sistema fue diseñado dentro de límites estrictos de tamaño, tiempo y costo.
Ferranti desarrolló el sistema utilizando componentes de su radar Ferranti Seaspray, utilizado en el helicóptero naval Westland Lynx para detectar barcos. Surgió como un radar de banda I ágil de frecuencia que pesaba menos de 85 kilogramos en total.
Tres Hawker Hunters biplazas también fueron equipados con radares Blue Fox para el entrenamiento de pilotos de la Marina Real para el Sea Harrier, designado Hunter T.8M.

## Historial de servicio

### Servicio británico
El Blue Fox entró en servicio con la Armada Aérea de la Flota en julio de 1981 cuando el 801 Escuadrón Aéreo Naval , bajo el mando del Comandante Nigel "Sharkey" Ward , fue encargado y se embarcó en el mar a bordo del HMS Invincible. Anteriormente, el Escuadrón Aéreo Naval 899, el Escuadrón de Entrenamiento del Cuartel General para el nuevo Sea Harrier y el Escuadrón Aéreo Naval 800 , la primera unidad operativa del tipo, había volado inicialmente su aeronave sin el radar instalado.
Tras la invasión argentina de las islas Malvinas en abril de 1982, el Gobierno británico envió un grupo de trabajo naval al Atlántico Sur, incluidos dos portaaviones , cada uno con un escuadrón Sea Harrier. Escuadrón Aéreo Naval 801 se embarcó en HMS Invincible y Escuadrón Aéreo Naval 800 (ahora con Blue Fox) en el buque insignia, HMS Hermes. El liderazgo del Escuadrón 800 había experimentado dificultades con el radar de Blue Fox y opinó que era inútil, descartando las afirmaciones de Ward de que el equipo funcionó mejor de lo que Ferranti había predicho. Un ingeniero de Ferranti se unió al grupo de trabajo en las Islas de la Ascensión, principalmente para solucionar un problema con la entrada de agua de mar en el radomo, pero también pudo sintonizar los radares del 800 Escuadrón. Sin embargo, en ese momento, la confianza en el equipo se había perdido y seguía habiendo diferencias considerables en la forma en que fue utilizado entre los dos escuadrones a lo largo del conflicto. En el curso de la guerra, cuatro aviones argentinos fueron destruidos en un combate aire-aire usando Blue Fox. Como era de esperar, el radar no pudo " mirar hacia abajo " sobre tierra o mar agitado y las otras intercepciones se basaron en una combinación de radares de barcos y adquisición visual. Sin embargo, en estados marinos moderados, se encontró que el Blue Fox era útil en el modo de búsqueda de superficie, pudiendo detectar un barco de guerra a un rango de 100 millas náuticas . El 2 de mayo, un solo Sea Harrier pudo detectar al grupo de transportistas argentinos cuando se acercaba al grupo de trabajo británico.
El Sea Harrier FRS1 de Fleet Air Arm con Blue Fox comenzó a eliminarse gradualmente en 1989 con la introducción de la versión FA.2, que estaba equipada con el radar Ferranti Blue Vixen más capaz . Los restantes aviones FRS.1 se convirtieron a esta norma como FRS.2.

### Servicio indio
La Armada india adquirió Sea Harriers en tres lotes, el primero en 1983. Para el segundo lote, que se entregará en 1989, los indios buscaron un radar con una mejor capacidad de "mirar hacia abajo", pero el sucesor del Blue Fox, el Blue Vixen, aún estaba en pruebas en el Reino Unido y no estaría disponible para la exportación durante algunos años, por lo que Blue Fox fue aceptado a regañadientes. Los Sea Harriers indios fueron finalmente mejorados por el reemplazo del Blue Fox con el radar israelí Elta EL/M-2032.

## Operadores
- India

Armada india
- Reino Unido

Marina Real
- Datos: Q15989165